# Klacz

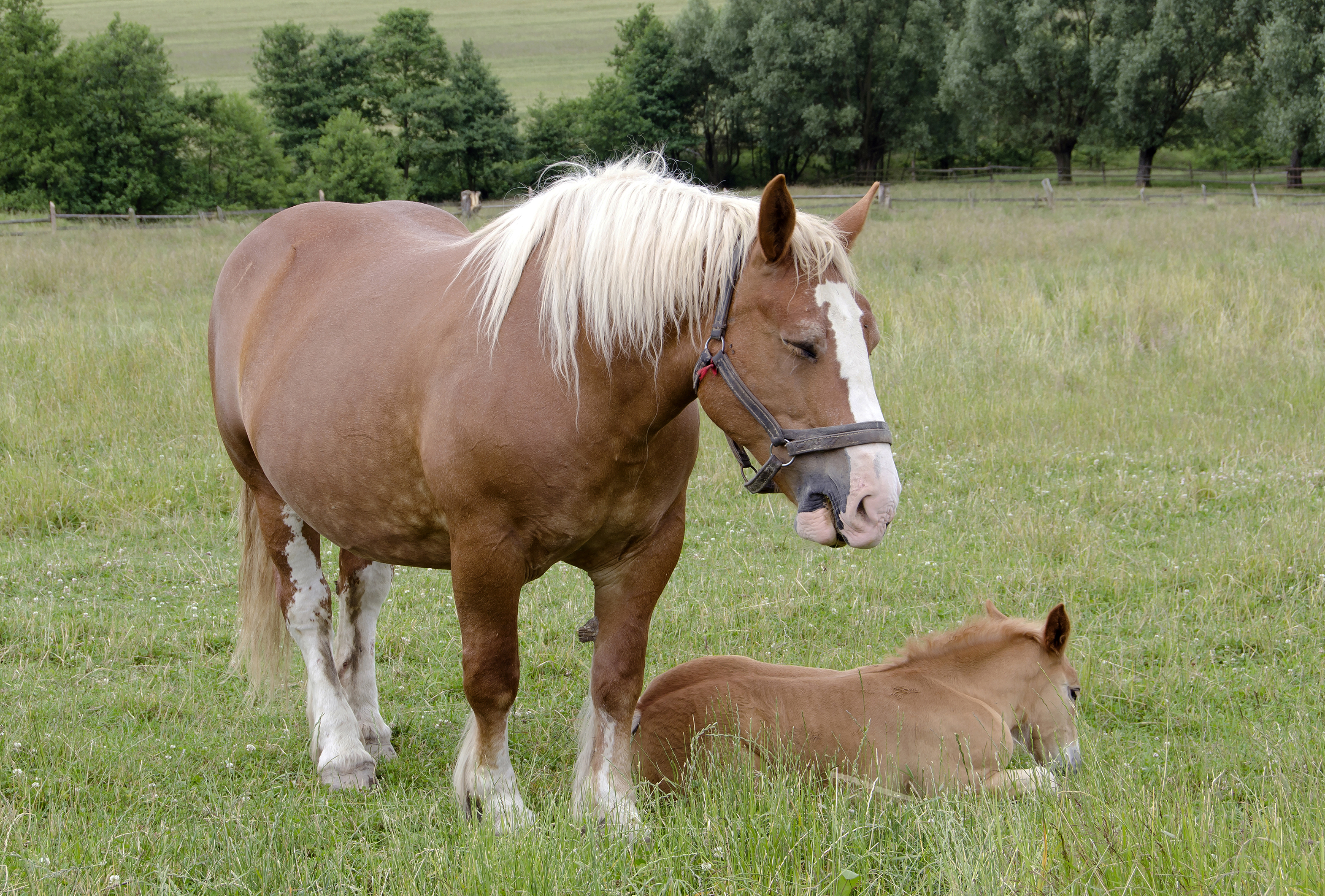
Klacz ze źrebięciem

Klacz – samica ssaków nieparzystokopytnych, w szczególności dorosła samica konia powyżej trzeciego roku życia (potocznie: kobyła).

## Cykl płciowy
Okres rujowy u klaczy, zwany grzaniem się, jest sezonowo-wielorujowy. Trwa 5–6 dni, po czym następuje 15 dni przerwy (razem 21 dni cyklu). Owulacja zachodzi w ciągu ostatnich 24–48 godzin rui. Cykl rui może być zróżnicowany, w zależności od wielu czynników: długości dnia, żywienia, czynników atmosferycznych i środowiskowych. Późną jesienią i zimą klacze w ogóle nie miewają rui lub mają ją rzadko, przebiegającą bez objawów. Klacz w rui wykazuje przychylne nastawienie do ogiera podczas próbnikowania; gdy ruja nie występuje, klacz gwałtownie broni się przed jego zalotami. Lekarz weterynarii może pomóc stwierdzić ruję i wskazać, kiedy nastąpi owulacja.

## Ciąża
Zazwyczaj czas trwania ciąży u klaczy gorącokrwistych waha się od 328 do 345 dni. Natomiast u klaczy zimnokrwistych wynosi od 332 do 345 dni. Zazwyczaj klacz rodzi jedno źrebię. Krycie (Sztuczne unasienianie) powinno być zaplanowane tak, by źrebię urodziło się wiosną. Klacz w ciąży może być bardzo nerwowa i nieufna.

### Ciąża bliźniacza
Zdarzają się ciąże bliźniacze, które stanowią ok. 1–2% ciąż. Najczęściej kończą się one poronieniem między 5 a 9 miesiącem ciąży. Około 70% płodów rodzi się martwych, rzadko udaje się odchować jedno źrebię. Lekarz weterynarii może pomóc w zapobieganiu ciąży bliźniaczej poprzez ustalenie ilości i rozmiaru pęcherzyków jajnikowych i wyznaczeniu odpowiedniego terminu krycia.

### Karmienie
Podczas pierwszych 6 z ok. 11 miesięcy ciąży, klacz powinna być karmiona bez zmian. Bardzo ważne jest natomiast, by zapewnić jej większą dawkę pożywienia podczas 3 ostatnich miesięcy ciąży i uzupełniać paszę składnikami odżywczymi i mikroelementami.

### Użytkowanie
Podczas ciąży przez około 6 pierwszych miesięcy klacz powinna być użytkowana do lekkiej pracy, by utrzymać jej formę i zapobiec nadwadze, co sprawiałoby kłopoty przy wyźrebieniu. W ciągu ostatnich 3 miesięcy klacz powinna przebywać na pastwisku.

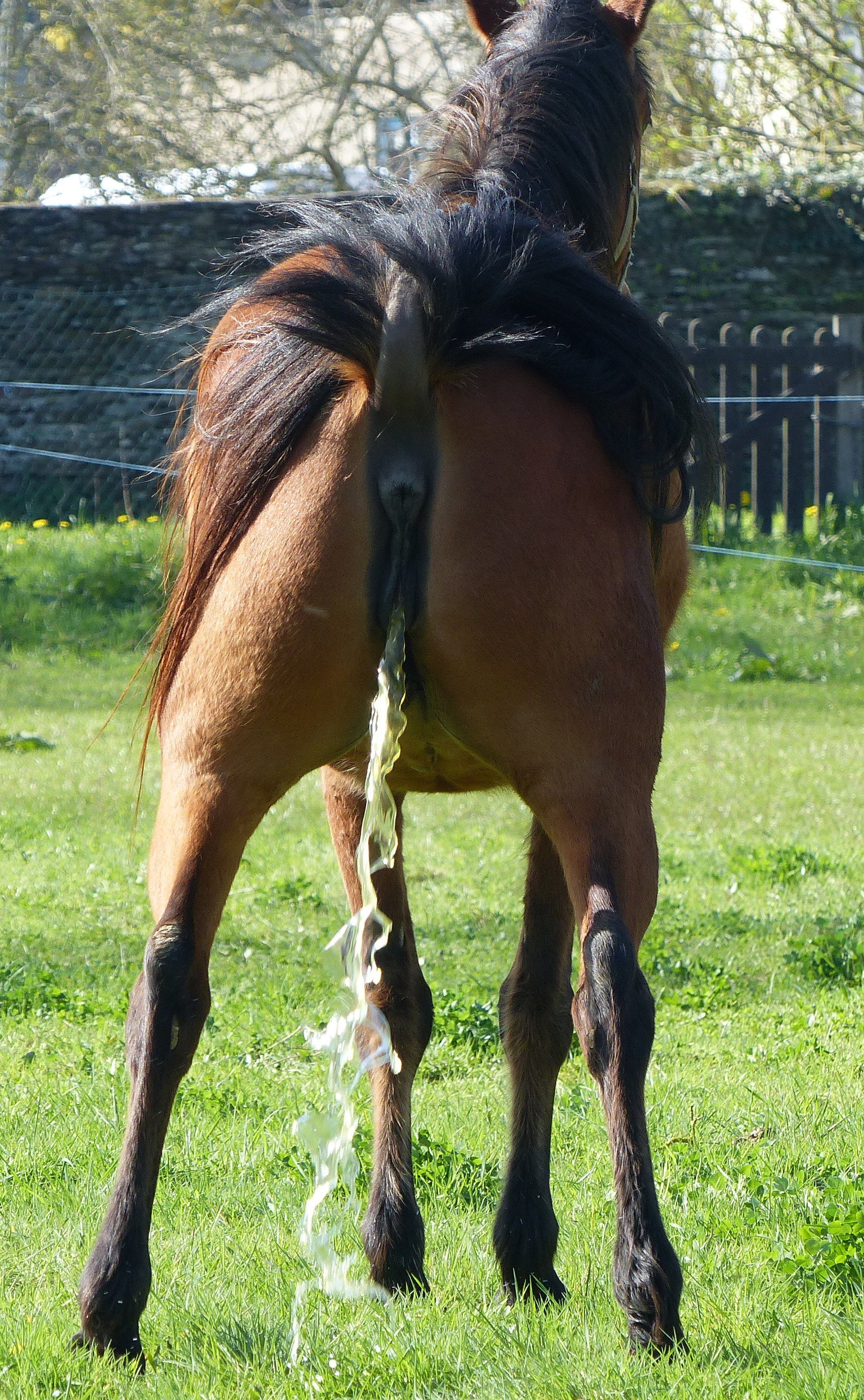
Klacz oddająca mocz
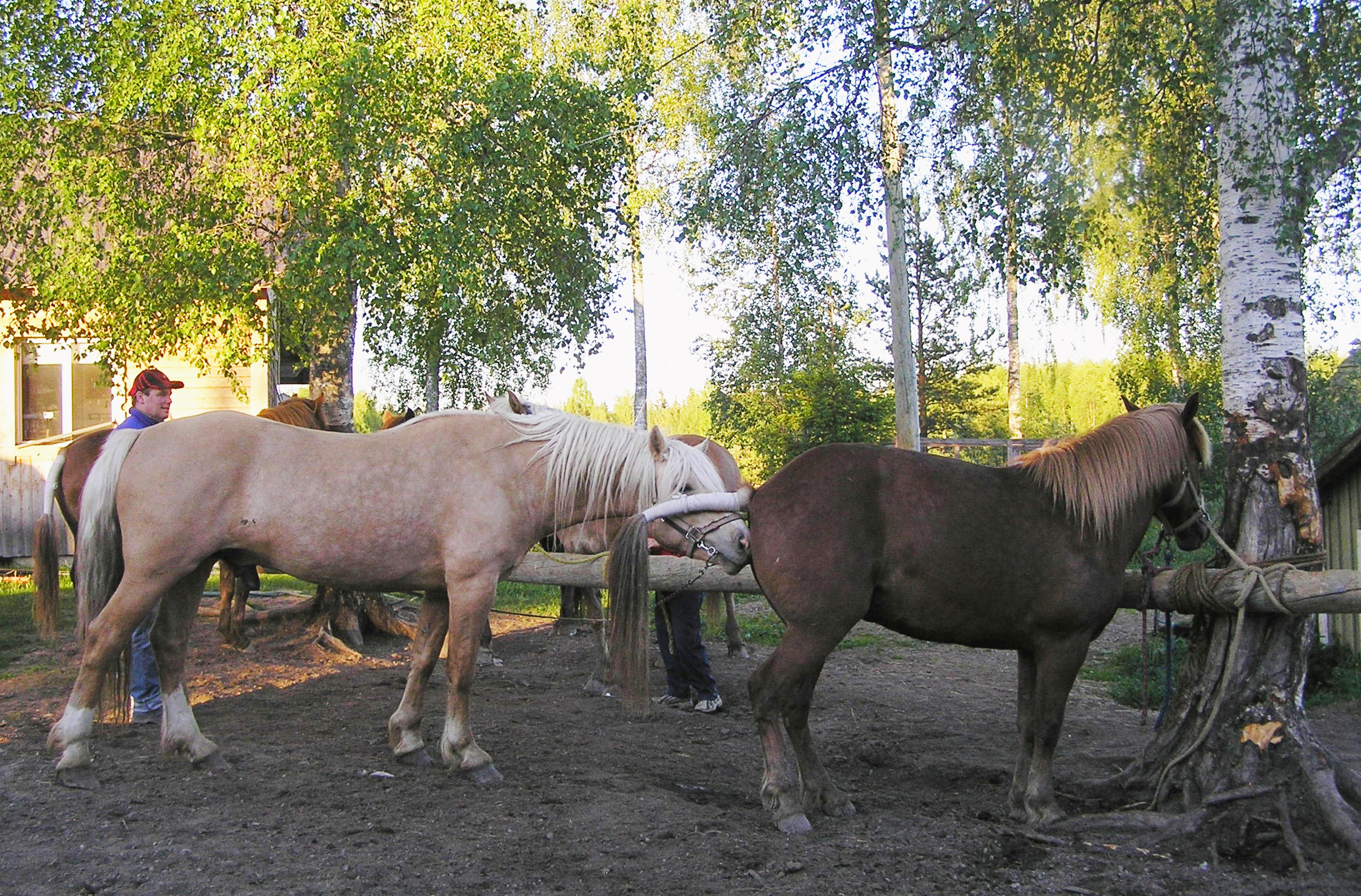
Próbnikowanie klaczy
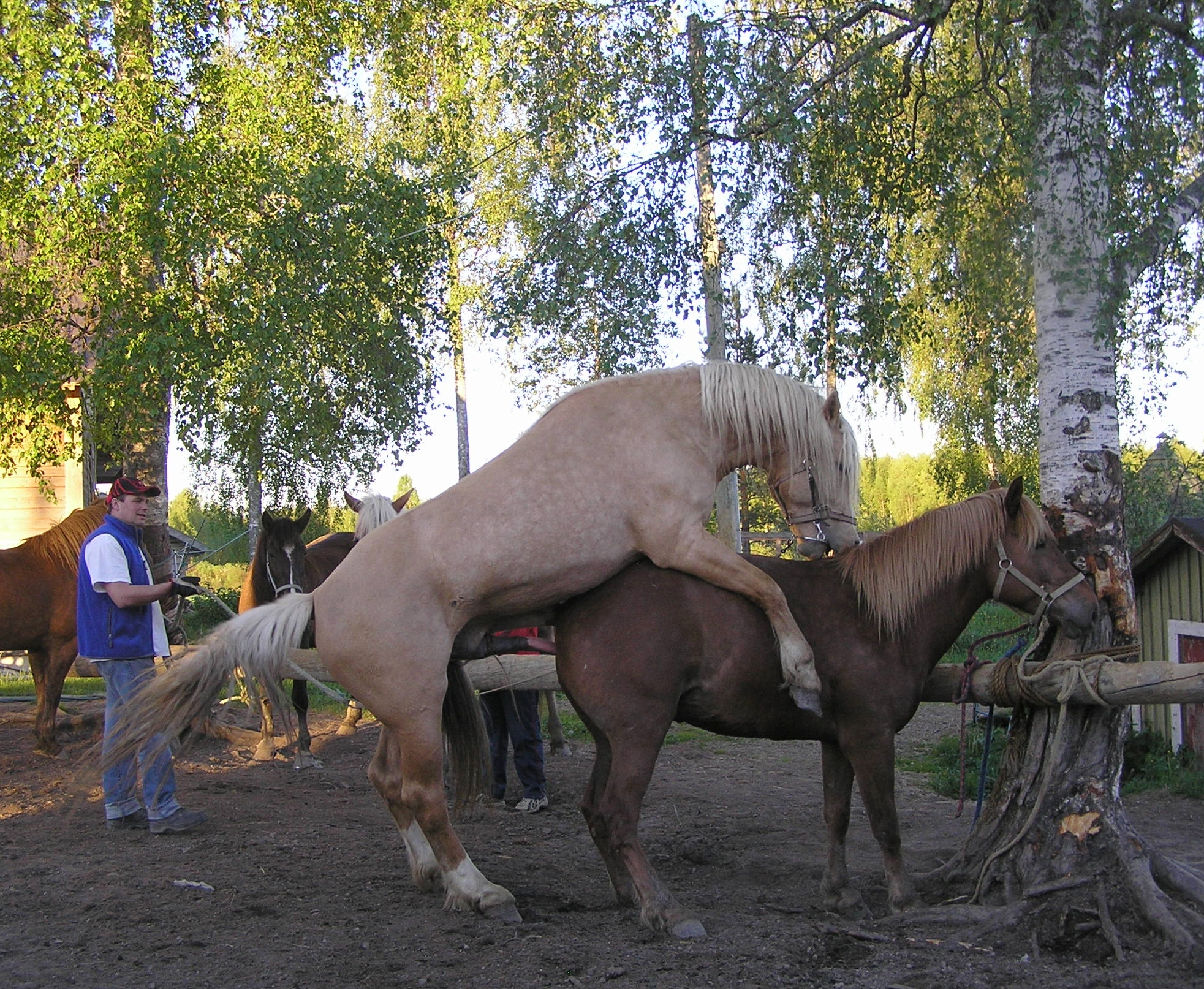
Krycie klaczy
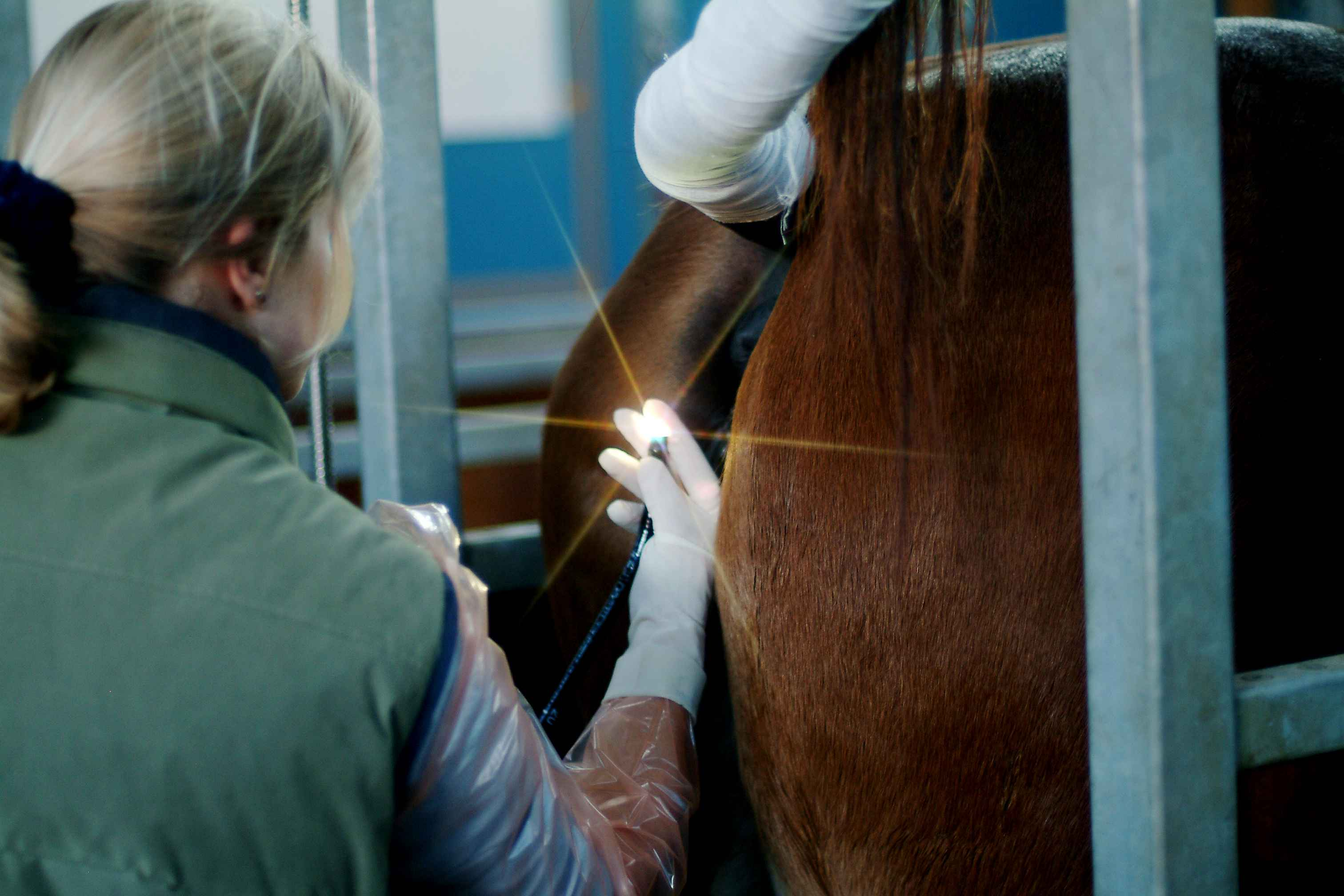
Sztuczne unasienianie klaczy
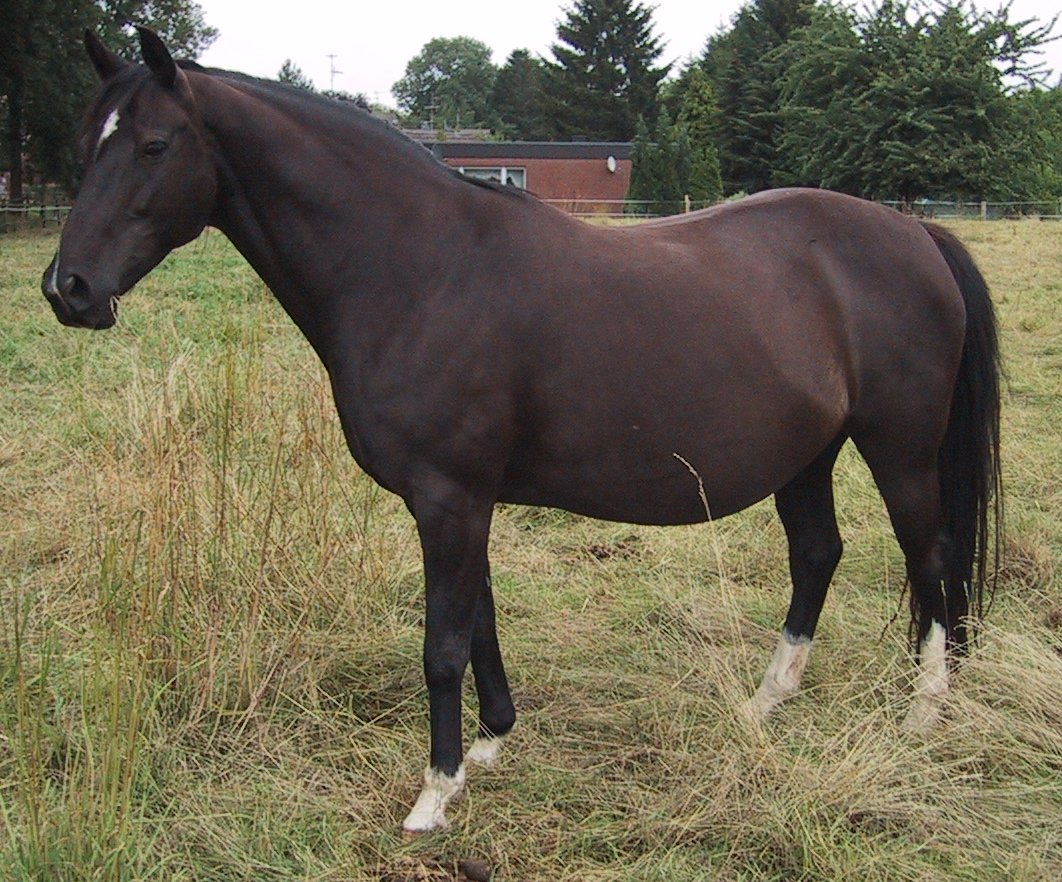
Klacz w ciąży (źrebna)
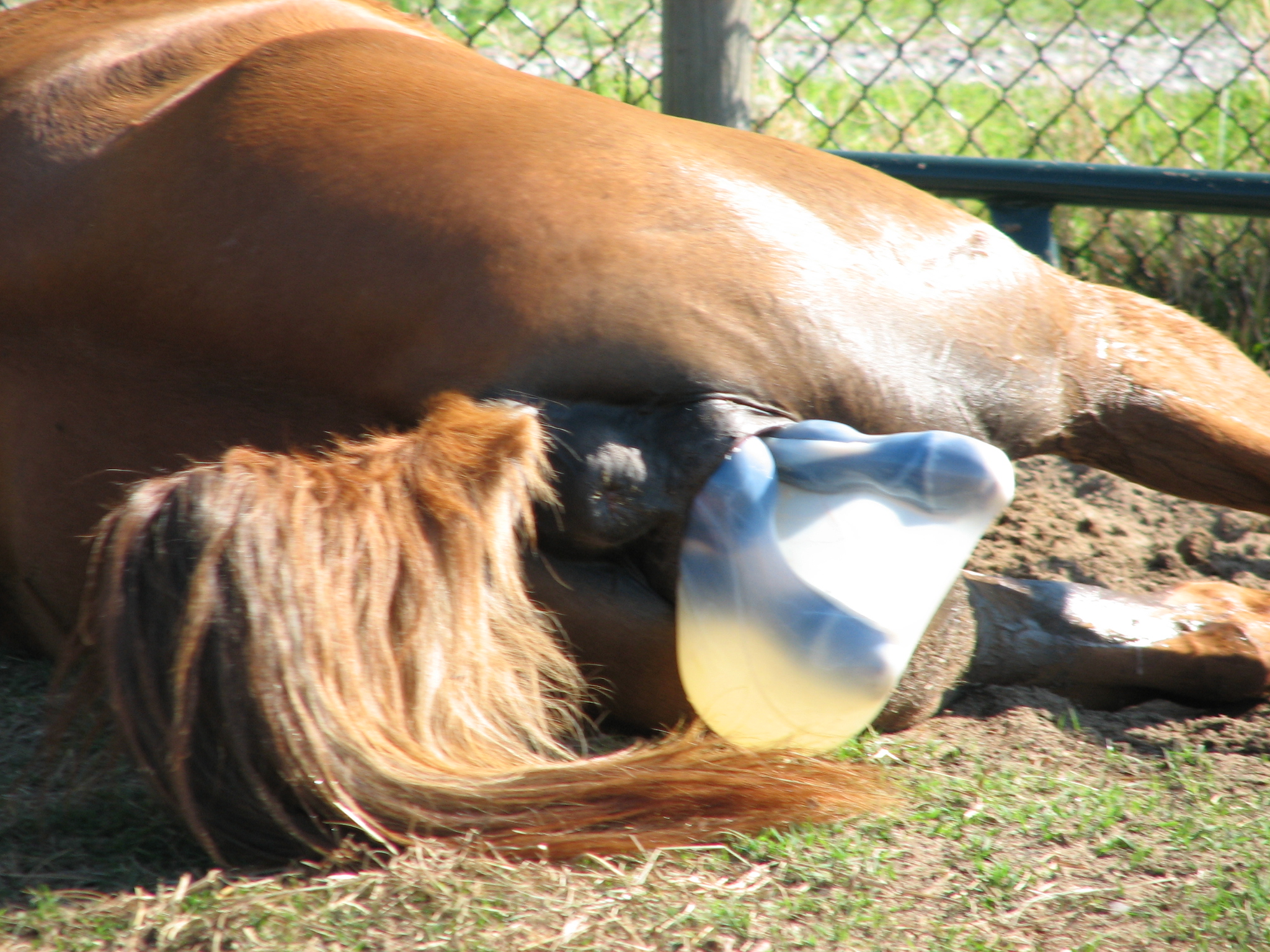
Poród u klaczy
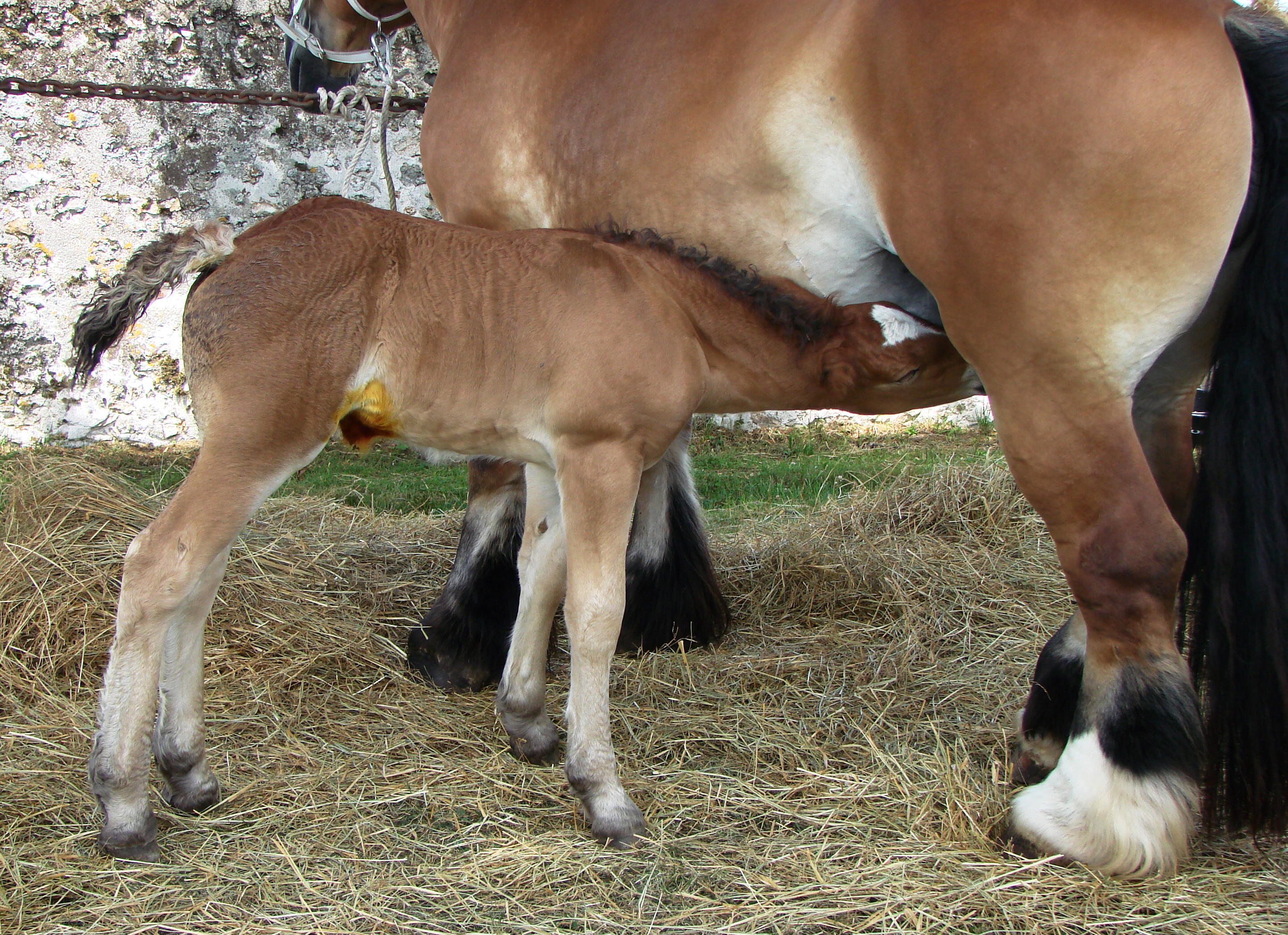
Klacz karmiąca
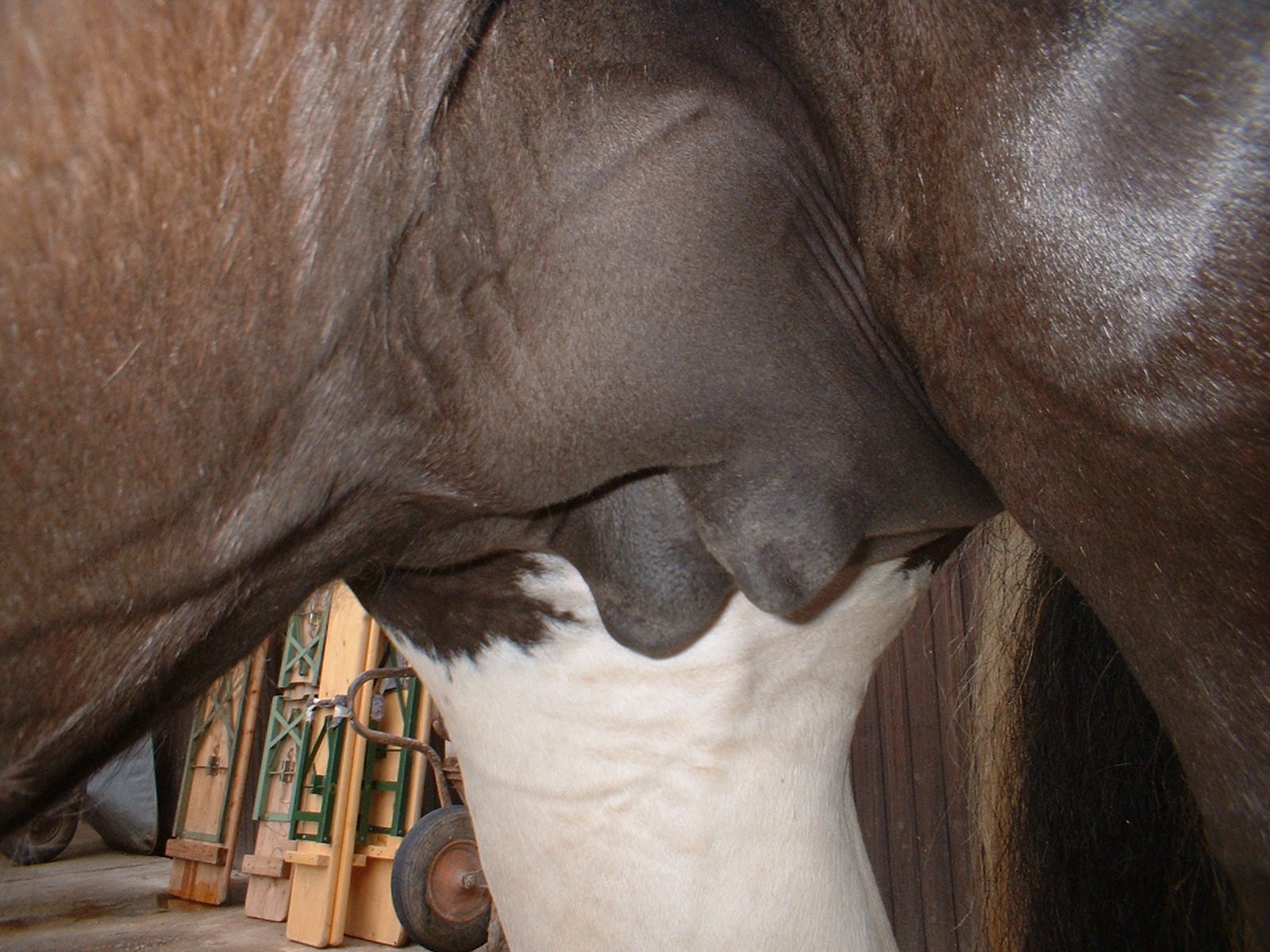
Gruczoł mlekowy klaczy